# Mirasol, Puebla
Mirasol är en ort i Mexiko.   Den ligger i kommunen Amixtlán och delstaten Puebla, i den sydöstra delen av landet, 150 km öster om huvudstaden Mexico City. Mirasol ligger 1 307 meter över havet och antalet invånare är 459.
Terrängen runt Mirasol är kuperad åt sydväst, men åt nordost är den bergig. Runt Mirasol är det ganska tätbefolkat, med 199 invånare per kvadratkilometer. Närmaste större samhälle är Zacatlán, 19,8 km sydväst om Mirasol. I omgivningarna runt Mirasol växer i huvudsak städsegrön lövskog.